# Testimony 2
Testimony 2 – album studyjny amerykańskiego wokalisty i multiinstrumentalisty Neala Morse’a. Muzyka na płycie została utrzymana w stylistyce rocka progresywnego. Wydawnictwo ukazało się 31 maja 2011 roku nakładem wytwórni muzycznych Radiant Records, Century Media Records, InsideOut Music i Metal Blade Records.

## Lista utworów
Opracowano na podstawie materiału źródłowego.
| CD 1 Part 6 1. „Mercy Street” - 5:12 2. „Overture No. 4” - 5:26 3. „Time Changer” - 6:08 4. „Jayda” - 6:05 Part 7 1. „Nighttime Collectors” - 4:26 2. „Time Has Come Today” - 4:55 3. „Jesus' Blood” - 5:27 4. „The Truth Will Set You Free” - 8:07 Part 8 1. „Chance of a Lifetime” - 7:02 2. „Jesus Bring Me Home” - 4:59 3. „Road Dog Blues” - 3:07 4. „It's for You” - 5:42 5. „Crossing Over/Mercy Street Reprise” - 11:46 |  | CD 2 1. „Absolute Beginner” - 4:41 2. „Supernatural” - 6:12 3. „Seeds of Gold” - 25:59 DVD 1. „The Making of Testimony 2 DVD” - 64:28 |

## Twórcy
Opracowano na podstawie materiału źródłowego.
| - Randy George - gitara basowa - Chris Carmichael - wiolonczela - Mike Portnoy - perkusja, instrumenty perkusyjne - Jerry Guidroz - inżynieria dźwięku - Paul Bielatowicz, Steve Morse - gitara - Neal Morse - produkcja muzyczna, instrumenty perkusyjne, instrumenty klawiszowe, gitara, wokal prowadzący, wokal wspierający - Alan Morse, Dave Meros, Nick D'Virgilio, April Zachary, Debbie Bressee, Mark Pogue, Matthew Ward, Mita Pogue, Matthew Ward - wokal wspierający |  | - Ken Love - mastering - Jerry Guidroz, Rich Mouser - miksowanie - Jim Hoke, Mark Leniger - saksofon - Chris Carmichael - skrzypce, altówka - Kenny Barnd - altówka - Eric Brenton - skrzypce elektryczna |

## Listy sprzedaży
| Lista                          | Kraj              | Pozycja |
| ------------------------------ | ----------------- | ------- |
| MegaCharts                     | Holandia          | 67      |
| Media Control Charts           | Niemcy            | 55      |
| Billboard Top Christian Albums | Stany Zjednoczone | 46      |